# Saison 2017 de l'équipe cycliste WB-Veranclassic-Aqua Protect
La saison 2017 de l'équipe cycliste WB-Veranclassic-Aqua Protect est la septième de cette équipe, la première en tant que formation continentale professionnelle.

## Préparation de la saison 2017

### Sponsors et financement de l'équipe

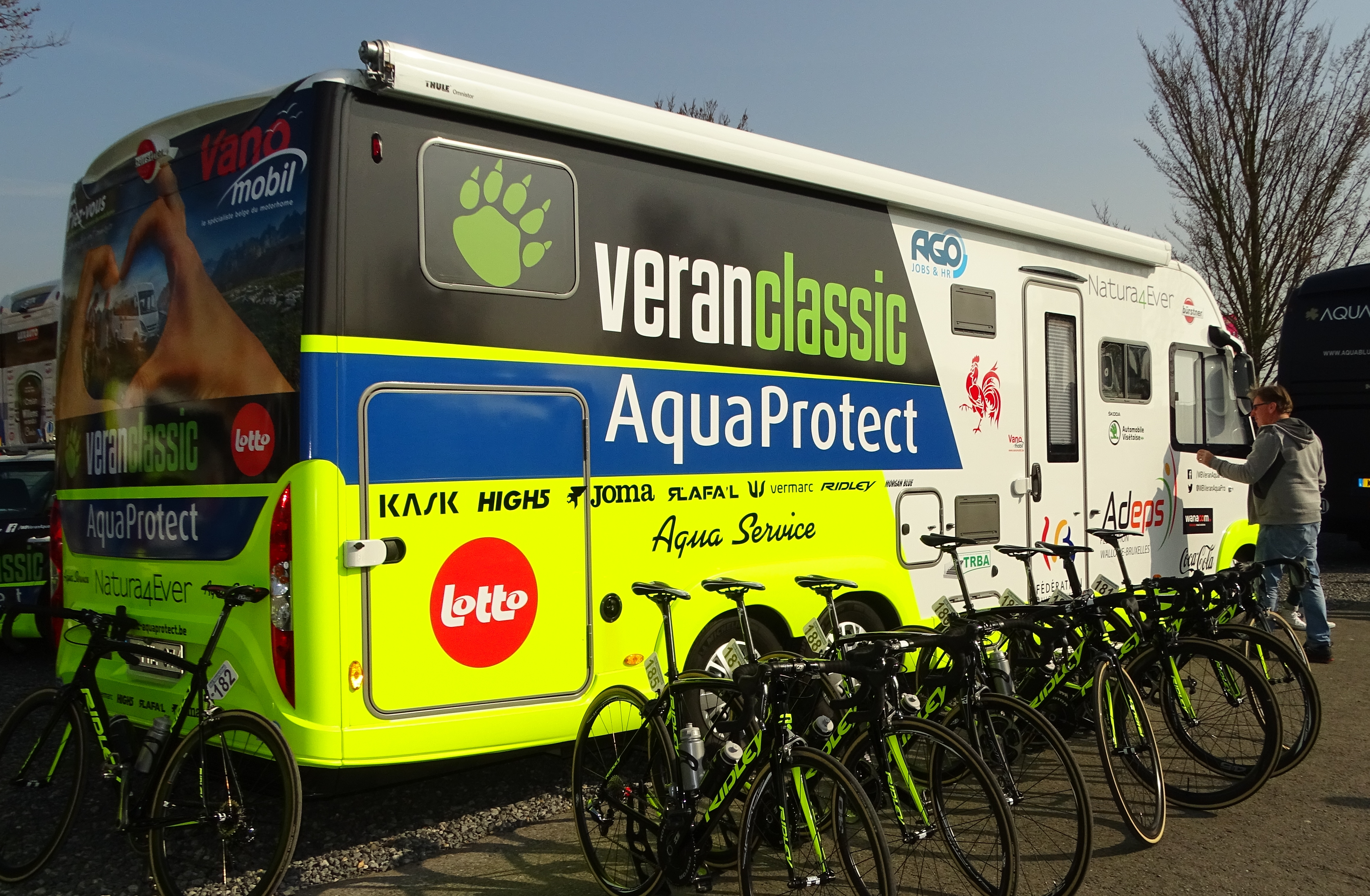
Véhicule et vélos de l'équipe lors des Trois Jours de La Panne.

### Arrivées et départs
| Arrivées          | Équipe 2016                           |
| ----------------- | ------------------------------------- |
| Roy Jans          | Wanty-Groupe Gobert                   |
| Justin Jules      | Veranclassic-Ago                      |
| Alex Kirsch       | Stölting Service Group                |
| Christophe Masson | Veranclassic-Ago                      |
| Lawrence Naesen   | Cibel-Cebon                           |
| Dimitri Peyskens  | Veranclassic-Ago                      |
| Ludovic Robeet    | Color Code-Arden'Beef                 |
| Lukas Spengler    | BMC Development                       |
| Maxime Vantomme   | Roubaix Métropole européenne de Lille |

| Départs             | Équipe 2017     |
| ------------------- | --------------- |
| Olivier Chevalier   |                 |
| Florent Delfosse    |                 |
| Jonathan Dufrasne   |                 |
| Baptiste Planckaert | Katusha-Alpecin |
| Gaëtan Pons         | Leopard         |
| Thomas Wertz        | retraite        |

## Coureurs et encadrement technique

### Effectif

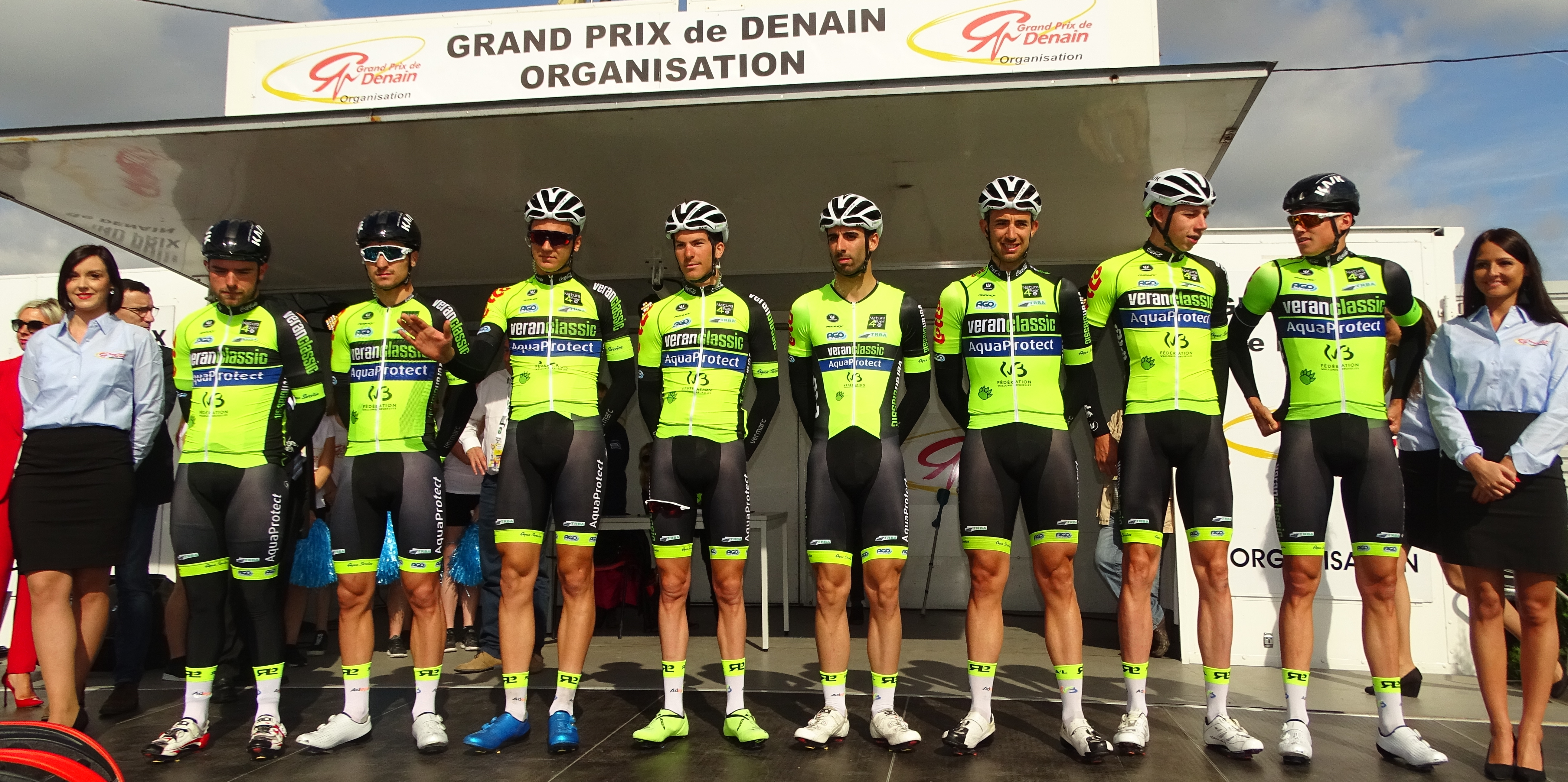
L'équipe WB-Veranclassic-Aqua Protect lors du Grand Prix de Denain.

| Cycliste           | Date de naissance | Nationalité | Équipe 2016                           |  |
| ------------------ | ----------------- | ----------- | ------------------------------------- |  |
| Ludwig De Winter   | 31 décembre 1992  | Belgique    | Wallonie Bruxelles-Group Protect      |  |
| Sébastien Delfosse | 29 novembre 1982  | Belgique    | Wallonie Bruxelles-Group Protect      |  |
| Tom Dernies        | 22 novembre 1990  | Belgique    | Wallonie Bruxelles-Group Protect      |  |
| Thomas Deruette    | 6 juillet 1995    | Belgique    | Wallonie Bruxelles-Group Protect      |  |
| Jimmy Duquennoy    | 9 juin 1995       | Belgique    | Wallonie Bruxelles-Group Protect      |  |
| Grégory Habeaux    | 20 octobre 1982   | Belgique    | Wallonie Bruxelles-Group Protect      |  |
| Kevyn Ista         | 22 novembre 1984  | Belgique    | Wallonie Bruxelles-Group Protect      |  |
| Roy Jans           | 15 septembre 1990 | Belgique    | Wanty-Groupe Gobert                   |  |
| Justin Jules       | 20 septembre 1986 | France      | Veranclassic-Ago                      |  |
| Alex Kirsch        | 12 juin 1992      | Luxembourg  | Stölting Service Group                |  |
| Christophe Masson  | 6 septembre 1985  | France      | Veranclassic-Ago                      |  |
| Lawrence Naesen    | 28 août 1992      | Belgique    | Cibel-Cebon                           |  |
| Olivier Pardini    | 30 juillet 1985   | Belgique    | Wallonie Bruxelles-Group Protect      |  |
| Dimitri Peyskens   | 26 novembre 1991  | Belgique    | Veranclassic-Ago                      |  |
| Ludovic Robeet     | 22 mai 1994       | Belgique    | Color Code-Arden'Beef                 |  |
| Lukas Spengler     | 16 septembre 1994 | Suisse      | BMC Development                       |  |
| Julien Stassen     | 20 octobre 1988   | Belgique    | Wallonie Bruxelles-Group Protect      |  |
| Maxime Vantomme    | 8 mars 1986       | Belgique    | Roubaix Métropole européenne de Lille |  |
| Antoine Warnier    | 24 juin 1993      | Belgique    | Wallonie Bruxelles-Group Protect      |  |

## Bilan de la saison

### Victoires
WB-Veranclassic-Aqua Protect termine la saison avec six victoires.
| Victoires | Victoires                                            | Victoires | Victoires | Victoires          | Victoires |
| Date      | Course                                               | Pays      | Classe    | Vainqueur          |           |
| --------- | ---------------------------------------------------- | --------- | --------- | ------------------ | --------- |
| 21 fév.   | 1re étape du Tour de la Provence                     | France    | 2.1       | Justin Jules       |           |
| 26 fév.   | Drôme Classic                                        | France    | 1.1       | Sébastien Delfosse |           |
| 23 mars   | 4e étape du Tour de Normandie                        | France    | 2.2       | Justin Jules       |           |
| 4 avr.    | 1re étape du Circuit de la Sarthe - Pays de la Loire | France    | 2.1       | Justin Jules       |           |
| 9 avr.    | 3e étape du Circuit des Ardennes international       | France    | 2.2       | Maxime Vantomme    |           |
| 23 juill. | Grand Prix de la ville de Pérenchies                 | France    | 1.2       | Roy Jans           |           |

### Résultats sur les courses majeures
Les tableaux suivants représentent les résultats de l'équipe dans les principales courses du calendrier international dans lesquelles l'équipe bénéficie d'une invitation (les cinq classiques majeures et les trois grands tours). Pour chaque épreuve est indiqué le meilleur coureur de l'équipe, son classement ainsi que les accessits glanés par WB-Veranclassic-Aqua Protect sur les courses de trois semaines.

#### Classiques
| Classique            | Milan-San Remo | Tour des Flandres | Paris-Roubaix | Liège-Bastogne-Liège | Tour de Lombardie |
| -------------------- | -------------- | ----------------- | ------------- | -------------------- | ----------------- |
| Coureur (classement) |                |                   |               |                      |                   |

#### Grands tours
| Grand tour           | Tour d'Italie | Tour de France | Tour d'Espagne |
| -------------------- | ------------- | -------------- | -------------- |
| Coureur (classement) |               |                |                |
| Accessits            |               |                |                |